# Sapphire Princess
El Sapphire Princess es un crucero de la clase Grand modificado propiedad y operado por Princess Cruises. Entró en servicio en 2004 como el barco gemelo del Diamond Princess. En ese momento era uno de los cruceros más grandes del mundo, con una capacidad de 2.670 pasajeros. El Sapphire Princess fue bautizado el 10 de junio de 2004 en Seattle, fue el primer crucero en ser bautizado en ese puerto.